# Square Franck-Bauer
Le square Franck-Bauer, anciennement square Dupleix, est un square situé place Dupleix, quartier de Grenelle, dans le 15e arrondissement de Paris.

## Situation et accès
Le square est accessible par la place Dupleix, dont il occupe le centre. Il est desservi par la ligne 6 à la station Dupleix.
Il est ouvert à des horaires réglementés.

## Origine du nom
Il est à l'origine connu sous le nom de « square Dupleix » en raison de son voisinage avec la rue et la place éponyme, lesquelles rendent hommage à Joseph François Dupleix (1697-1763), gouverneur général des Établissements français de l'Inde.
En 2019, il prend le nom de Franck Bauer, résistant et dernier speaker de Radio Londres.

## Historique
Ce square, aménagé en 1921 et planté de marronniers, accueille un kiosque à musique,.
Il est équipé d'aires de jeu pour les enfants.

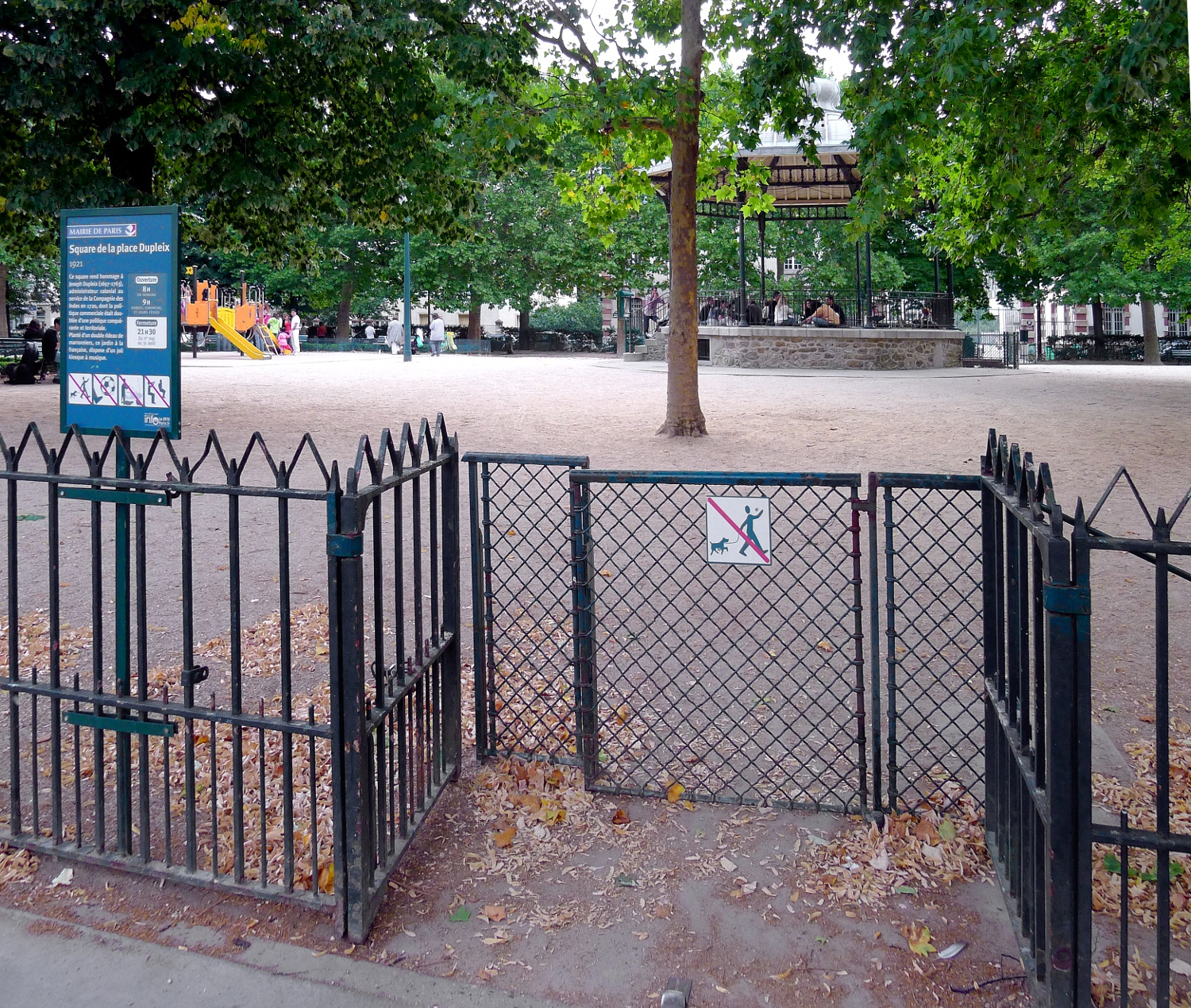
Entrée du square.
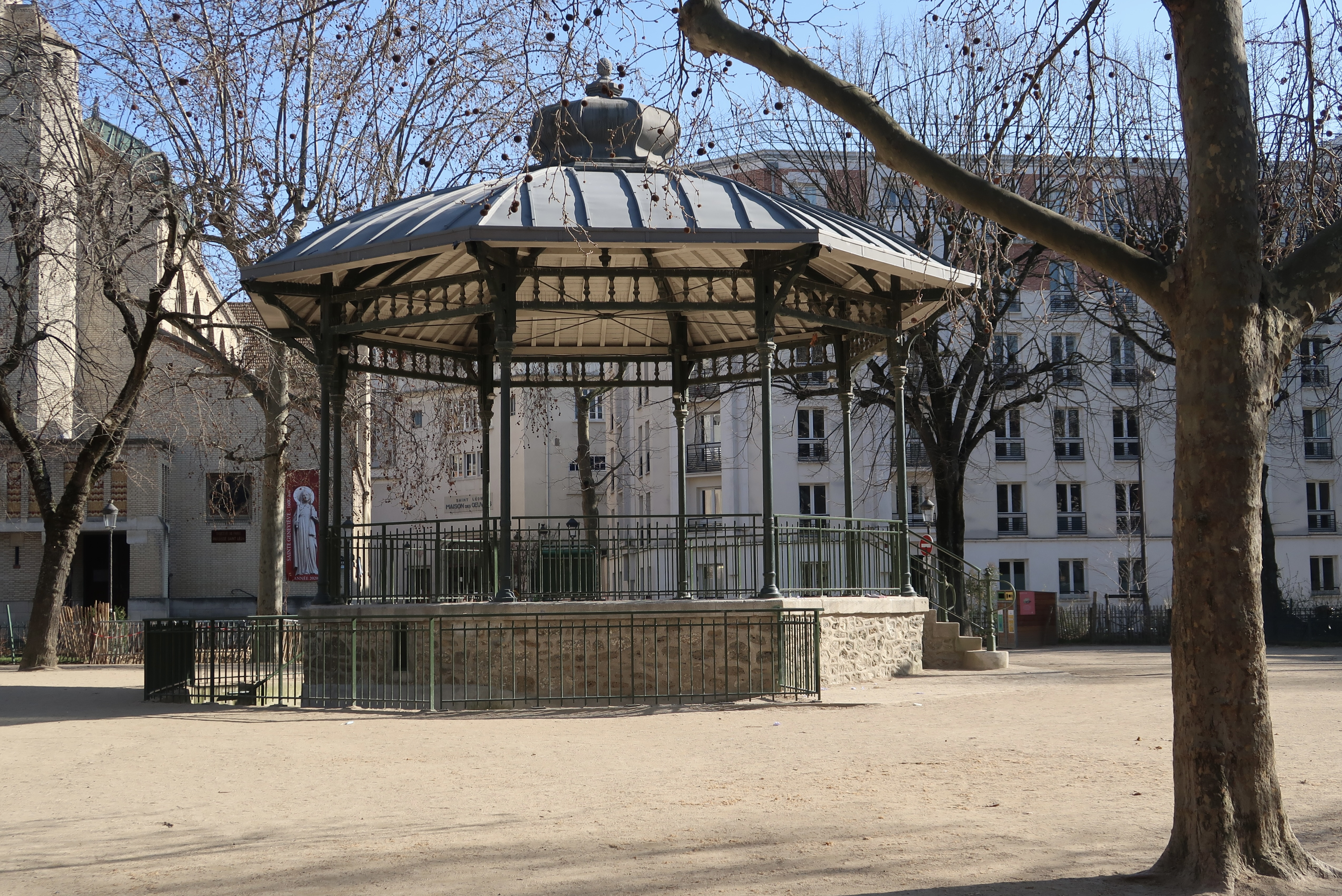
Kiosque.
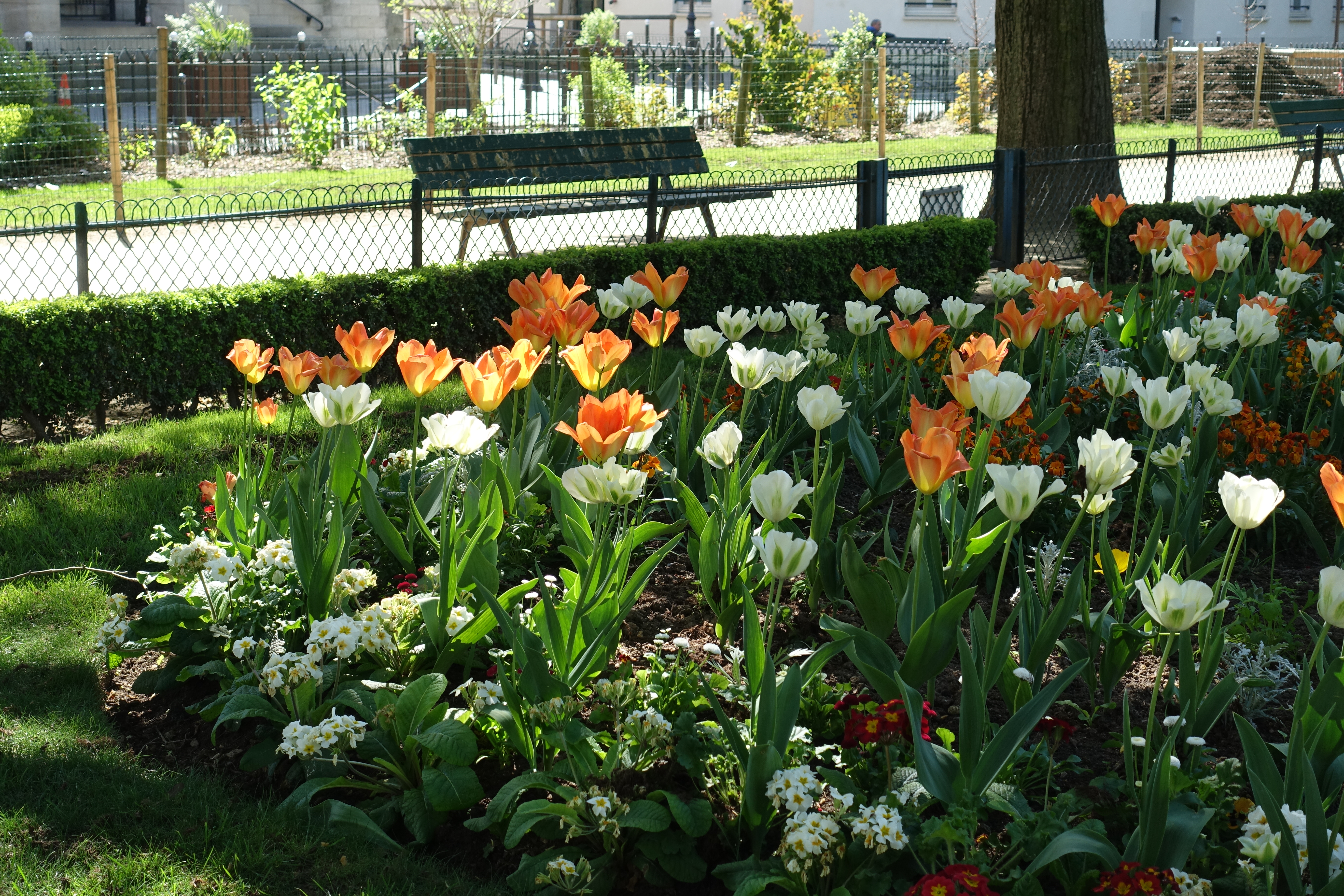
Fleurs.